# Бронцы
Бронцы (укр. Бронці) — река в Дрогобычском районе Львовской области Украины. Правый приток Трудницы (бассейн Днестра).
Длина реки 21 км, площадь бассейна 46,4 км². Течение реки в основном носит равнинный характер. В верховье русло слабоизвилистое, в среднем и нижнем течении более извилистое. Пойма в среднем течении местами заболочена.
Исток расположен юго-западнее села Медвежья. Река течёт преимущественно на северо-восток и на восток. Впадает в Трудницу в пределах села Добровляны.
На реке расположены сёла Медвежья, Воля Якубова, Добровляны.